# 王淑佩
王淑佩，2001年前由台灣到馬祖工作至今，長期參與地方公益，愛心關懷協會創會理事長，是歌手王心凌的親戚。
在馬祖，王淑佩最先在西莒開店，後在2004年南竿的民營機場啟用後，便服務於機場櫃檯，2005年8月創辦了馬祖的愛心關懷協會，為協會創會理事長並曾連任一屆。同年也於介壽村獨資開設伴手禮店。後因協會長期未有實際運作，於2013年解散。
2010年代，王姐的名號在馬祖的軍人之間逐漸獲得青睞，諸如有新聞指出馬防部招募其作為在地的志工媽媽，協助心輔老師巡迴照顧馬祖的軍人之精神狀況，在地軍人稱呼其「王姐媽媽」。另其計程車的駕駛工作也為人熟知，經常在接送過程中，鼓勵軍人用適當的方式紓解壓力。應在2010年代中，其介壽的店面也收掉，僅剩機場櫃檯。